# 马泽 (曼恩-卢瓦尔省)
马泽（法語：Mazé，法語發音：[maze] ⓘ）是法国曼恩-卢瓦尔省的一个旧市镇，属于昂热区。2016年1月1日，马泽和相邻的方丹米隆合并为新市镇马泽-米隆（Mazé-Milon），马泽为政府驻地。

## 地理
马泽（47°27'23"N, 0°16'23"W）面积33.33 平方千米，位于法国卢瓦尔河地区大区曼恩-卢瓦尔省，该省份为法国西部内陆省份，大致对应安茹地区，北起顺时针与马耶讷省、萨尔特省、安德尔-卢瓦尔省、维埃纳省、德塞夫勒省、旺代省、大西洋卢瓦尔省和伊勒-维莱讷省接壤。
与马泽接壤的市镇（或旧市镇、城区）包括：安茹地区博福尔、科尔尼耶莱卡沃、拉梅尼特雷、莱布瓦当茹、卢瓦尔-欧蒂永、圣乔治迪布瓦、热村、科尔内、方丹米隆。
马泽的时区为UTC+01:00、UTC+02:00（夏令时）。

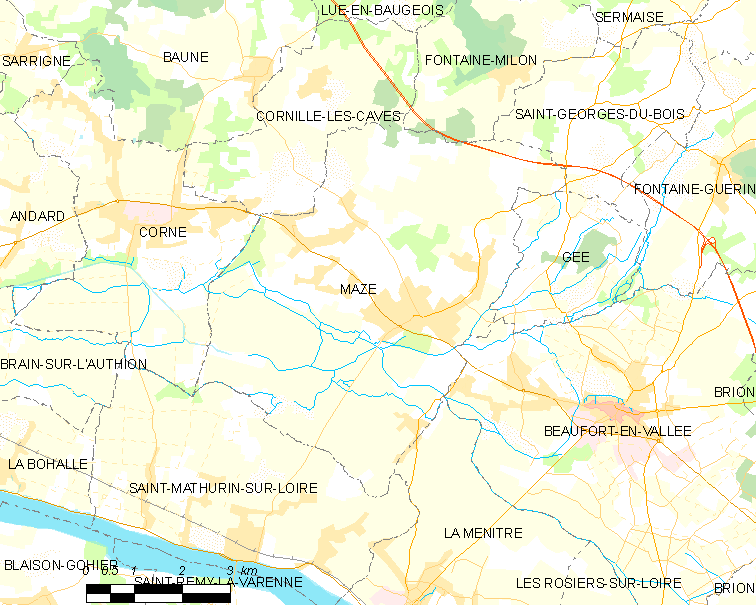
马泽的OSM定位图

## 行政
马泽的邮政编码为49630、49140，INSEE市镇编码为49194。

## 政治
马泽所属的省级选区为安茹地区博福尔县。

## 人口

1962-2008年间马泽人口变化图示

马泽于2018年1月1日时的人口数量为5173人。